# Агоніст

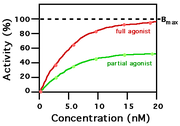
Активність рецептора під час дії повного і неповного агоністів

Агоніст — це ендогенна речовина або ліки, що можуть взаємодіяти з рецепторами та ініціювати фізіологічні або фармакологічні характеристики відгуку рецептора, запускаючи ланцюг внутрішньоклітинних біохімічних процесів в організмі.
Агоністичний ефект забезпечується різними механізмами. Ліки можуть діяти подібно іншим лікам, вони можуть загальмовувати процес дезактивації іншого препарату, виробляти затримку ліків в організмі. Наприклад, речовина JWH-018 — агоніст канабіноїдних рецепторів CB1 і CB2.

## Хімія
Ліганд, що зв'язує рецептор з центром, який є сусіднім з активним центром.